# Ключборк (футбольный клуб)
«Ключборк» (пол. Kluczbork) — польский футбольный клуб из одноимённого города, с сезона 2018/19 выступающий в Третьей лиге — четвёртом по силе дивизионе. Создан в 2003 году в результате слияния команд «ККС Ключборк» и «ЛЗС Кунёв».

## Достижения
- Шестое место в Первой лиге: 2010

## Стадион
Футболисты принимают соперников на городском стадионе в Ключборке. Построен в 1928 году, реконструирован в 2008. Арена соответствует требованиям первой лиги. В 2017 году прошел международный матч между юниорскими сборными Польши U-20 и Португалии U-20, на котором присутствовали 3 000 болельщиков.
Данные:
- вместимость: 2586 мест (из них 2386 сидячих)
- освещение: 1 600 люкс (установлено в марте 2016 года)
- размеры: 105 м x 67 м

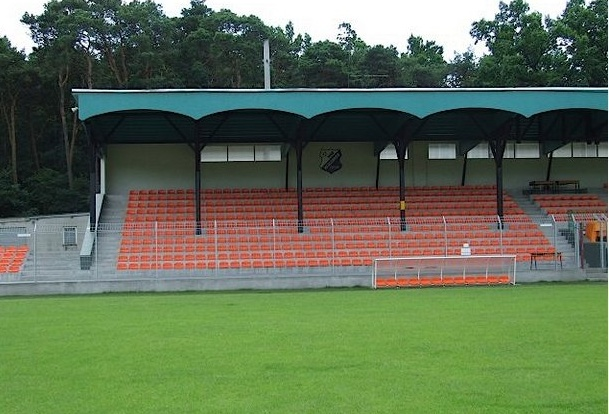
Городской стадион

## Тренеры
| Тренер            | Начало работы    | Конец работы     |
| Рышард Окай       | 2003             | 30 июня 2008     |
| Анджей Полак      | 1 июля 2008      | 9 июня 2009      |
| Гжегож Ковальский | 15 июня 2009     | 2 сентября 2009  |
| Рышард Окай       | 2 сентября 2009  | 14 сентября 2009 |
| Гжегож Ковальский | 14 сентября 2009 | 27 января 2011   |
| Рышард Окай       | 27 января 2011   | 30 июня 2011     |
| Збигнев Смулка    | 1 июля 2011      | 27 мая 2012      |
| Анджей Конвиньски | 27 мая 2012      | 10 апреля 2016   |
| Мирослав Дымек    | 12 апреля 2016   | 2 ноября 2016    |
| Томаш Асенски     | 3 ноября 2016    | 19 апреля 2017   |
| Анджей Конвиньски | 20 апреля 2017   | 25 сентября 2017 |
| Лукаш Ганович     | 25 сентября 2017 | 17 октября 2017  |
| Томаш Кулавик     | 17 октября 2017  | 6 декабря 2017   |
| Ян Фурлепа        | 29 декабря 2017  | 15 июня 2018     |
| Анджей Ожешек     | 26 июня 2018     | 16 октября 2018  |
| Дариуш Сурмински  | 16 октября 2018  | 23 сентября 2019 |
| Ян Фурлепа        | 23 сентября 2019 | 30 апреля 2021   |
| Кшиштоф Сарай     | 30 апреля 2021   | 7 мая 2021       |
| Томаш Казимирович | 7 мая 2021       | 11 октября 2021  |
| Петр Яцек         | 13 октября 2021  | 27 марта 2022    |
| Камил Соха        | 28 марта 2022    | 22 апреля 2022   |
| Томаш Хаткевич    | 22 апреля 2022   | 20 июня 2023     |
| Лукаш Ганович     | 20 июня 2023     |                  |

## Выступления
| Сезон   | Лига                                     | Место | Примечания |
| 2003/04 | Четвёртая (группа Опольского воеводства) | 3     |            |
| 2004/05 | Четвёртая (группа Опольского воеводства) | 4     |            |
| 2005/06 | Четвёртая (группа Опольского воеводства) | 5     |            |
| 2006/07 | Четвёртая (группа Опольского воеводства) | 1     | повышение  |
| 2007/08 | Третья (группа 3)                        | 4     |            |
| 2008/09 | Вторая (западная группа)                 | 1     | повышение  |
| 2009/10 | Первая                                   | 6     |            |
| 2010/11 | Первая                                   | 15    | понижение  |
| 2011/12 | Вторая                                   | 10    |            |
| 2012/13 | Вторая                                   | 5     |            |
| 2013/14 | Вторая                                   | 5     |            |
| 2014/15 | Вторая                                   | 1     | повышение  |
| 2015/16 | Первая                                   | 15    |            |
| 2016/17 | Первая                                   | 18    | понижение  |
| 2017/18 | Вторая                                   | 15    | понижение  |
| 2018/19 | Третья                                   | 13    |            |
| 2019/20 | Третья                                   | 4     |            |
| 2020/21 | Третья                                   | 13    |            |
| 2021/22 | Третья                                   | 12    |            |
| 2022/23 | Третья                                   | 8     |            |
| 2023/24 | Третья                                   | 3     |            |
| 2024/25 | Третья                                   |       |            |